# Petit-Bourg
Petit-Bourg è un comune francese di 22.880 abitanti situato nella parte orientale dell'isola di Basse-Terre e facente parte del dipartimento d'oltre mare di Guadalupa.
Situata sul livello del mare.